# Distretto di Porz
Il distretto di Porz è il settimo distretto urbano (Stadtbezirk) di Colonia.

## Suddivisione amministrativa
Il distretto urbano di Porz è diviso in 16 quartieri (Stadtteil):
- 701 Poll
- 702 Westhoven
- 703 Ensen
- 704 Gremberghoven
- 705 Eil
- 706 Porz
- 707 Urbach
- 708 Elsdorf
- 709 Grengel
- 710 Wahnheide
- 711 Wahn
- 712 Lind
- 713 Libur
- 714 Zündorf
- 715 Langel
- 716 Finkenberg

## Amministrazione

### Gemellaggi
- Dunstable, dal 1968